# Сорокіна константа
Константа Сорокіна — тема в шаховій композиції кооперативного жанру. Суть теми — чорні у всіх фазах роблять однакові ходи, а білі створюють різні варіанти з різними матовими картинами. 

## Історія
Цю ідею запропонував у 1959 році український шаховий композитор Євгеній Павлович Сорокін.
 Суть ідеї — в першій фазі задачі чорні і білі своїми ходами створюють певну гру розв'язку задачі. В наступних фазах — усі ходи чорних і їх почерговість повністю повторюється, а білі досягають мети іншими ходами і оголошують інший мат.
 У 1970 році в румунському журналі «Revista Romana de Sah» №10 була опублікована стаття, в якій було описано тему — константа Сорокіна.
 Оскільки у всіх фазах всі ходи чорних і їх почерговість однакова, то тут має місце константа ходів чорних фігур, а ідея дістала назву від прізвища автора запропонованої теми — константа Сорокіна.
|   | a                                                                                                   | b                                                                                                   | c                                                                                                   | d                                                                                                   | e                                                                                                   | f                                                                                                   | g                                                                                                   | h                                                                                                   |   |
| 8 | h8 білий король · g7 чорний кінь · d4 чорний король · f3 білий слон · f2 біла тура · d1 чорний кінь | h8 білий король · g7 чорний кінь · d4 чорний король · f3 білий слон · f2 біла тура · d1 чорний кінь | h8 білий король · g7 чорний кінь · d4 чорний король · f3 білий слон · f2 біла тура · d1 чорний кінь | h8 білий король · g7 чорний кінь · d4 чорний король · f3 білий слон · f2 біла тура · d1 чорний кінь | h8 білий король · g7 чорний кінь · d4 чорний король · f3 білий слон · f2 біла тура · d1 чорний кінь | h8 білий король · g7 чорний кінь · d4 чорний король · f3 білий слон · f2 біла тура · d1 чорний кінь | h8 білий король · g7 чорний кінь · d4 чорний король · f3 білий слон · f2 біла тура · d1 чорний кінь | h8 білий король · g7 чорний кінь · d4 чорний король · f3 білий слон · f2 біла тура · d1 чорний кінь | 8 |
| 7 | h8 білий король · g7 чорний кінь · d4 чорний король · f3 білий слон · f2 біла тура · d1 чорний кінь | h8 білий король · g7 чорний кінь · d4 чорний король · f3 білий слон · f2 біла тура · d1 чорний кінь | h8 білий король · g7 чорний кінь · d4 чорний король · f3 білий слон · f2 біла тура · d1 чорний кінь | h8 білий король · g7 чорний кінь · d4 чорний король · f3 білий слон · f2 біла тура · d1 чорний кінь | h8 білий король · g7 чорний кінь · d4 чорний король · f3 білий слон · f2 біла тура · d1 чорний кінь | h8 білий король · g7 чорний кінь · d4 чорний король · f3 білий слон · f2 біла тура · d1 чорний кінь | h8 білий король · g7 чорний кінь · d4 чорний король · f3 білий слон · f2 біла тура · d1 чорний кінь | h8 білий король · g7 чорний кінь · d4 чорний король · f3 білий слон · f2 біла тура · d1 чорний кінь | 7 |
| 6 | h8 білий король · g7 чорний кінь · d4 чорний король · f3 білий слон · f2 біла тура · d1 чорний кінь | h8 білий король · g7 чорний кінь · d4 чорний король · f3 білий слон · f2 біла тура · d1 чорний кінь | h8 білий король · g7 чорний кінь · d4 чорний король · f3 білий слон · f2 біла тура · d1 чорний кінь | h8 білий король · g7 чорний кінь · d4 чорний король · f3 білий слон · f2 біла тура · d1 чорний кінь | h8 білий король · g7 чорний кінь · d4 чорний король · f3 білий слон · f2 біла тура · d1 чорний кінь | h8 білий король · g7 чорний кінь · d4 чорний король · f3 білий слон · f2 біла тура · d1 чорний кінь | h8 білий король · g7 чорний кінь · d4 чорний король · f3 білий слон · f2 біла тура · d1 чорний кінь | h8 білий король · g7 чорний кінь · d4 чорний король · f3 білий слон · f2 біла тура · d1 чорний кінь | 6 |
| 5 | h8 білий король · g7 чорний кінь · d4 чорний король · f3 білий слон · f2 біла тура · d1 чорний кінь | h8 білий король · g7 чорний кінь · d4 чорний король · f3 білий слон · f2 біла тура · d1 чорний кінь | h8 білий король · g7 чорний кінь · d4 чорний король · f3 білий слон · f2 біла тура · d1 чорний кінь | h8 білий король · g7 чорний кінь · d4 чорний король · f3 білий слон · f2 біла тура · d1 чорний кінь | h8 білий король · g7 чорний кінь · d4 чорний король · f3 білий слон · f2 біла тура · d1 чорний кінь | h8 білий король · g7 чорний кінь · d4 чорний король · f3 білий слон · f2 біла тура · d1 чорний кінь | h8 білий король · g7 чорний кінь · d4 чорний король · f3 білий слон · f2 біла тура · d1 чорний кінь | h8 білий король · g7 чорний кінь · d4 чорний король · f3 білий слон · f2 біла тура · d1 чорний кінь | 5 |
| 4 | h8 білий король · g7 чорний кінь · d4 чорний король · f3 білий слон · f2 біла тура · d1 чорний кінь | h8 білий король · g7 чорний кінь · d4 чорний король · f3 білий слон · f2 біла тура · d1 чорний кінь | h8 білий король · g7 чорний кінь · d4 чорний король · f3 білий слон · f2 біла тура · d1 чорний кінь | h8 білий король · g7 чорний кінь · d4 чорний король · f3 білий слон · f2 біла тура · d1 чорний кінь | h8 білий король · g7 чорний кінь · d4 чорний король · f3 білий слон · f2 біла тура · d1 чорний кінь | h8 білий король · g7 чорний кінь · d4 чорний король · f3 білий слон · f2 біла тура · d1 чорний кінь | h8 білий король · g7 чорний кінь · d4 чорний король · f3 білий слон · f2 біла тура · d1 чорний кінь | h8 білий король · g7 чорний кінь · d4 чорний король · f3 білий слон · f2 біла тура · d1 чорний кінь | 4 |
| 3 | h8 білий король · g7 чорний кінь · d4 чорний король · f3 білий слон · f2 біла тура · d1 чорний кінь | h8 білий король · g7 чорний кінь · d4 чорний король · f3 білий слон · f2 біла тура · d1 чорний кінь | h8 білий король · g7 чорний кінь · d4 чорний король · f3 білий слон · f2 біла тура · d1 чорний кінь | h8 білий король · g7 чорний кінь · d4 чорний король · f3 білий слон · f2 біла тура · d1 чорний кінь | h8 білий король · g7 чорний кінь · d4 чорний король · f3 білий слон · f2 біла тура · d1 чорний кінь | h8 білий король · g7 чорний кінь · d4 чорний король · f3 білий слон · f2 біла тура · d1 чорний кінь | h8 білий король · g7 чорний кінь · d4 чорний король · f3 білий слон · f2 біла тура · d1 чорний кінь | h8 білий король · g7 чорний кінь · d4 чорний король · f3 білий слон · f2 біла тура · d1 чорний кінь | 3 |
| 2 | h8 білий король · g7 чорний кінь · d4 чорний король · f3 білий слон · f2 біла тура · d1 чорний кінь | h8 білий король · g7 чорний кінь · d4 чорний король · f3 білий слон · f2 біла тура · d1 чорний кінь | h8 білий король · g7 чорний кінь · d4 чорний король · f3 білий слон · f2 біла тура · d1 чорний кінь | h8 білий король · g7 чорний кінь · d4 чорний король · f3 білий слон · f2 біла тура · d1 чорний кінь | h8 білий король · g7 чорний кінь · d4 чорний король · f3 білий слон · f2 біла тура · d1 чорний кінь | h8 білий король · g7 чорний кінь · d4 чорний король · f3 білий слон · f2 біла тура · d1 чорний кінь | h8 білий король · g7 чорний кінь · d4 чорний король · f3 білий слон · f2 біла тура · d1 чорний кінь | h8 білий король · g7 чорний кінь · d4 чорний король · f3 білий слон · f2 біла тура · d1 чорний кінь | 2 |
| 1 | h8 білий король · g7 чорний кінь · d4 чорний король · f3 білий слон · f2 біла тура · d1 чорний кінь | h8 білий король · g7 чорний кінь · d4 чорний король · f3 білий слон · f2 біла тура · d1 чорний кінь | h8 білий король · g7 чорний кінь · d4 чорний король · f3 білий слон · f2 біла тура · d1 чорний кінь | h8 білий король · g7 чорний кінь · d4 чорний король · f3 білий слон · f2 біла тура · d1 чорний кінь | h8 білий король · g7 чорний кінь · d4 чорний король · f3 білий слон · f2 біла тура · d1 чорний кінь | h8 білий король · g7 чорний кінь · d4 чорний король · f3 білий слон · f2 біла тура · d1 чорний кінь | h8 білий король · g7 чорний кінь · d4 чорний король · f3 білий слон · f2 біла тура · d1 чорний кінь | h8 білий король · g7 чорний кінь · d4 чорний король · f3 білий слон · f2 біла тура · d1 чорний кінь | 1 |
|   | a                                                                                                   | b                                                                                                   | c                                                                                                   | d                                                                                                   | e                                                                                                   | f                                                                                                   | g                                                                                                   | h                                                                                                   |   |

2 Sol

I  1.Kc3 Tf1  2.Kb2 Le4 3.Ka1 Tf3 4.Sb2 Ta3#

II 1.Kc3 Le2 2.Kb2 Lc4 3.Ka1 Tc2 4.Sb2 Tc1#